# Großkrut
Großkrut là một thị xã thuộc huyện Mistelbach trong bang Niederösterreich.